# Вакуум-фильтр
Ва́куум-фи́льтр — агрегат непрерывного действия для разделения под давлением жидких неоднородных систем (суспензий, пульп) на твёрдую (кек) и жидкую (фильтрат) фракции. Применяется при обогащении полезных ископаемых.

## Классификация
- Дисковые вакуум-фильтры.
- Барабанные вакуум-фильты.
  - с наружной фильтрующей поверхностью.
  - с внутренней фильтрующей поверхностью.
- Ленточные вакуум-фильтры.
- Планфильтры[2][3].

## Принцип действия
Обычно для обезвоживания рудных концентратов используется вакуумное фильтрование, состоящее из двух основных операций: образования (набор) осадка и сушки. Кроме того, производится разгрузка осадка (отдувка). Образование осадка может происходить под действием только силы вакуума или при взаимодействии её с силой тяжести. В первом случае сила вакуума направлена перпендикулярно к силе тяжести (дисковые вакуум-фильтры) или в противоположную сторону (барабанные вакуум-фильтры с наружной фильтрующей поверхностью), а во втором случае обе силы направлены в одну сторону (ленточные, планфильтры, барабанные фильтры с внутренней фильтрующей поверхностью).

## Дисковые вакуум-фильтры
Наибольшее применение при обезвоживании железорудных концентратов получили дисковые вакуум-фильтры. Основное преимущество их состоит в развитой поверхности фильтрования при небольшой занимаемой площади. Обычно дисковые вакуум-фильтры применяют при фильтровании пульп, скорость осаждения твердых частиц которых не превышает 18 мм/с. Вакуум-фильтр состоит из ванны, ячейкового вала, дисков, распределительной головки, качающейся рамной мешалки, привода дисков, привода мешалки. Сжатый воздух поступает в сектора по каналам ячейкового вала при совмещении соответствующего канала с камерой отдувки распределительной головки. Для обезвоживания труднофильтруемых концентратов разработаны дисковые вакуум-фильтры с подачей пара в зону сушки.

## Барабанные вакуум-фильтры
- Барабанные вакуум-фильтры с наружной фильтрующей поверхностью, как и дисковые, предназначены для фильтрования пульп, в которых скорость осаждения твердых частиц не превышает 18 мм/с. Однако производительность на единицу площади пола барабанных вакуум-фильтров более низкая. Вакуум-фильтр состоит из барабана с фильтрующими ячейками, корыта, мешалки, распределительных головок, ножа для съёма осадка, устройства для промывки осадка. Принцип работы барабанного вакуум-фильтра с наружной фильтрующей поверхностью и дискового одинаковый[7].
- Барабанные вакуум-фильтры с внутренней фильтрующей поверхностью предназначены для фильтрования зернистых пульп, содержащих твердые частицы, осаждающиеся со скоростью более 8 мм/с. По длине внутренняя поверхность барабана разделена на секции (ячейки) с дренирующим основанием в виде перфорированной сетки, на которой крепится фильтровальная ткань. Суспензия поступает внутрь барабана по трубе и заполняет его. Под действием вакуума и силы тяжести происходит формирование осадка. Последовательность дальнейших операций такая же, как и у барабанного вакуум-фильтра с наружной фильтрующей поверхностью. Осадок из барабана разгружается ленточным конвейером[8].

Дисковые и барабанные вакуум-фильтры являются наиболее распространёнными аппаратами для фильтрации на обогатительных фабриках.

## Ленточные вакуум-фильтры
Для обезвоживания крупнозернистых быстро-осаждающихся суспензий используют ленточные вакуум-фильтры. Применение их особенно эффективно, когда требуется постоянная промывка фильтроткани от засоряющих её шламов и флотореагентов жирнокислотного и нефтяного происхождения, например при обезвоживании флотационных марганцевых концентратов. Вакуум-фильтр состоит из горизонтального стола, приводного и натяжного барабанов, на которые натянута бесконечная резинотканевая лента с фильтротканью. Лента внутренней поверхностью скользит по золотниковой решетке вакуум-камеры, которая соединена с коллектором для отвода фильтрата. По мере движения ленты по вакуум-камере от питающего лотка к приводному барабану суспензия отфильтровывается, осадок просушивается и с приводного барабана сбрасывается в бункер. Нижняя ветвь резинотканевой ленты поддерживается опорными роликами.